# Az AFC Ajax története (1900–1915)
Az AFC Ajax (Amsterdamsche Football Club Ajax) a holland labdarúgás leghíresebb és legnépszerűbb egyesülete. A klubot kétszer alapították meg. Először 1894-ben, de három év után különböző okok következtében a klub megszűnt. 1900. március 18-án újra megalapították a klubot Amszterdam egyik kávézójában, és azóta is működik. A klub egyik alapítója és első elnöke Floris Stempel volt. A csapat első igazi edzője az ír Jack Kirwan volt, akinek a segítségével 1911-ben először jutottak fel az első osztályba. A jelenlegi csapatnév 1908-ban jött létre. 1911-ben alakult ki a jelenlegi mezük, és ebben az évben építették fel az első stadionjukat is, az ún. „fastadiont”.

## A kezdetek és a csapat első évei (1894–1915)

### „Egy teljesen új Football Club”

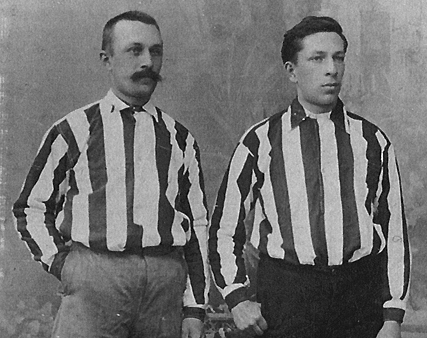
A klub megalapítói közül a két testvér, Han és Johan Dade 1894-ben

1900. március 18-án Floris Stempel a barátaival – köztük Carel Reeser, Johan és Han Dade –  új labdarúgóklubot alapított egy amszterdami kávézóban. Ez ekkor gyakorlatilag a csapat második megalapítása volt, mivel korábban már létezett egy elődklub. Az alapítás első terveivel már hét évvel korábban is foglalkoztak, és 1894-ben meg is alapították az egyesületet. 
A klub első éveiben az egyik legfontosabb személy Floris Stempel volt, mivel ő lett az Ajax első elnöke. Barátjának, Han Dadének is fontos szerepe volt a megalapításban, mivel a csapat első és egyetlen bőrlabdája az ő tulajdonában volt. Első mérkőzéseiket az Amszterdam északi határán elhelyezkedő Nieuwer Amstelben, a mai Amstelveenben játszották. Ekkor még csak barátságos mérkőzéseket játszottak, mert még nem voltak benne semmilyen bajnokságban. Első alkalommal a csapatot Union névre keresztelték, de 1894-ben a Homérosz által írt Iliászban szereplő nagy erejű görög hős, nagy Aiasz (hollandul Ajax) után kapta meg a nevét.
A legkorábbi írásos bizonyíték a klub alapításáról egy 1894. május 15-én írott levél volt, melyet Floris Stempel küldött barátjának, Carel Reesernek. Ebben a levélben rögzítette Stempel a klub hivatalos színeit is, a pirosat és a fehéret. Az első tagsági kártyákat Footh-Ball Club Ajax névvel 1894. június 3-án adták ki. A csapatnak ez a neve ugyan még nem felelt meg az angol helyesírásnak, de az alapítók lelkesedése töretlen volt.
A 19. század utolsó évtizedében Hollandiában egymás után alapítottak új labdarúgóklubokat. Ezért hozták létre az Amszterdami Labdarúgó Szövetséget (AVB), amely szigorú követelményrendszert állított fel a rend és a sportszerű küzdelmek megvalósítása érdekében. Az Ajax azonban nem tudott megfelelni az AVB által előírt követelményeknek. 1896-ban a csapat vezetői számára komoly gondot jelentett Amszterdam városának önkormányzata is, mert azt a területet, ahol az akkori pályájuk volt, Amszterdamhoz csatolták, és az önkormányzat építési területnek nyilvánította. Házakat akartak építeni azon a területen, ahol a csapat a mérkőzéseit játszotta. A klub vezetői akkor nem találtak új pályát, ezért a játékosok elhagyták a csapatot, és a klub hároméves működés után gyakorlatilag megszűnt.
A 20. század elején, 1900. március 18-án Floris Stempel és a barátai újraalapították a klubot az amszterdami Kalverstraaton található Oost-Indie (Kelet-Indiai) Kávéházban. A csapat nevét ekkor – immár helyesen írva – Football Club Ajaxra változtatták. Az újraalapítás után az akkor még névtelen kiscsapat a futballvilág számára sokáig továbbra is az ismeretlenség homályában maradt. Stempel, Dade és Reeser követték az akkoriban alapított amatőr gárdák példáját: nyílt levelet írtak, amelyben felhívták az érdeklődő embereket, hogy fontolják meg egy „teljesen új football club” alapítását a régi és sikertelen Ajax helyett. Akkor még nem sejthették, hogy a csapat a 100. évfordulóját egy 52 000 fős stadionban fogja ünnepelni, és a világ öt legsikeresebb klubjai között fogják említeni őket.

### A jövedelmező első évad
A csapat „második megalakulása” után az Ajax nem tért vissza a Willemsparkba, a régi pályájára. Az „új” Ajax első hazai pályája Buiksloterhamban volt. Ez a terület az IJ-öböl másik oldalán volt, amely a mai Amszterdam északi külvárosi részében található. A csapat tagjainak ún. regisztrációs díjat kellett fizetniük évente: az új tagoknak 50 centet, a régieknek 25 centet. Ezek a díjak feltűnően magasak voltak, így ez a csapat az egyike volt az exkluzív labdarúgó klubnak Amszterdamban. A csapat játékosainak legtöbbje – akárcsak az alapítók – diákok, valamint közép- és felsőosztálybeli fiatalok voltak.
A csapat vezetői komolyan vették a feladatukat, és kezdetektől fogva bírságokat osztottak azoknak akik nem tartották be a szabályokat. Többek között a következő dolgokért jártak büntetések: ha valaki nem jelent meg a mérkőzéseken, akkor 10 centet kellett fizetnie, ha valaki hazaindult a játék közben, annak 25 cent volt a bírsága, káromkodásért és játék közbeni verekedésért 10 centet kellett fizetni, annak pedig aki nem figyelt játék közben, 5 cent volt a bírsága.

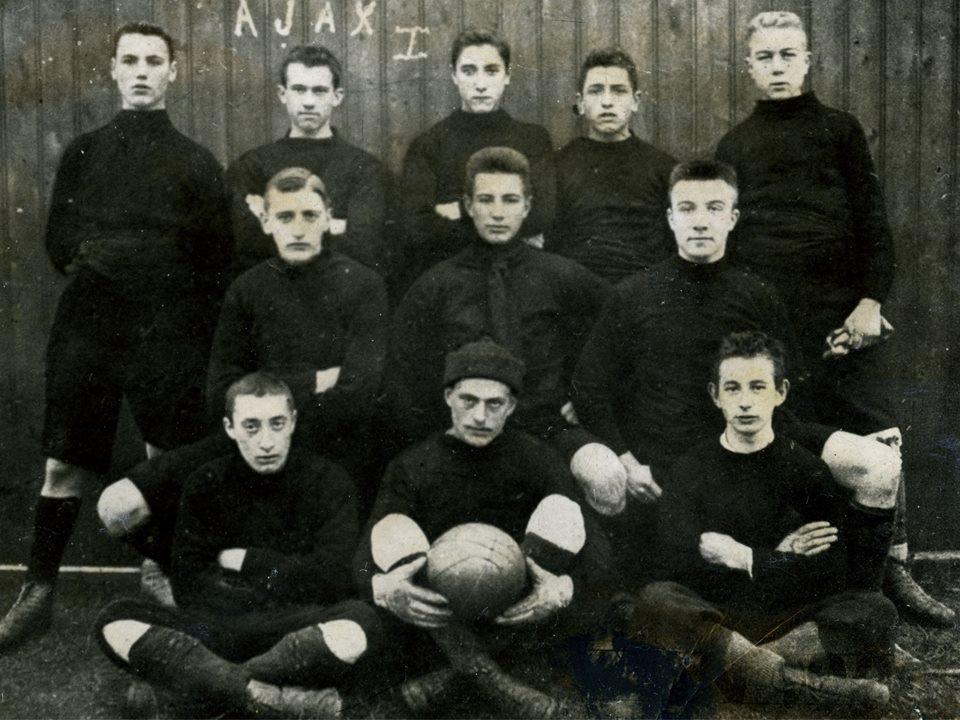
A legrégebbi csapatkép az Ajaxról, az 1900/1901-es szezonban

Az Ajax eddigi legrégebbi csapatképe 1900-ban készült, amelyen az akkori csapat minden játékosa látható. A kapus Cor Kist gyapjúsapkát visel, és kezében tartja a labdát. A ma ismert legrégebbi összeállítás tagjai a következő játékosok voltak:
| # |  | Poszt | Név                        |
| - |  | ----- | -------------------------- |
|   |  | K     | Cor Kist                   |
|   |  | V     | Bernard Elias Harbord      |
|   |  | V     | Roelof Dijkstra            |
|   |  | KP    | Hein Brockmann             |
|   |  | KP    | Chris Holst                |
|   |  | KP    | Christiaan Gerardus Hertel |

| # |  | Poszt | Név               |
| - |  | ----- | ----------------- |
|   |  | CS    | Frans Pasteuning  |
|   |  | CS    | Hermann Stallmann |
|   |  | CS    | J. B. Geissler    |
|   |  | CS    | Martaré           |
|   |  | CS    | Ad van der Laan   |

Ezen a fényképen is lehet látni, hogy az első években az Ajax nem a piros és fehér színeket, hanem a fekete és piros színeket viselte, mivel  az amszterdami címerben is ezek a színek szerepeltek. A klub vezetői ezzel akarták hangsúlyozni a csapat nagyvárosi eredetét. Akkoriban más előnye is volt akkor ezen színeknek, mert a legtöbb férfi fekete felsőt és fekete nadrágot viselt, így nem kellett külön csapatmezt viselniük a szurkolóknak. Az első, egyszerűbb csapatmez tiszta fekete volt, a játékosok pedig egy piros övvel kötötték körül a derekukat. Ez a csapatmez azonban egy évig sem tartott ki. 1901 márciusában, az első évfordulón készült fényképen már a csapat első hivatalos felszerelése volt a játékosokon: a mez vékony függőleges piros-fehér csíkos volt, a rövidnadrág pedig sötét színű (fekete, barna, szürke – attól függött, hogy milyet vettek fel a játékosok). Ezt a készletet már az „ősi” Ajax is használta az 1890-es évek közepén.
Kevéssel a megalakulás után a csapat bejelentkezett az első hivatalos AVB bajnoki részvételre. A klub a legalacsonyabb szinten, a második osztály nyugati csoportjában kezdett. Az első hivatalos AVB bajnoki mérkőzését 1900. szeptember 29-én játszotta idegenben a DOSB csapatánál, és meg is nyerte 2:1-re. A négycsapatos labdarúgó-bajnokságban az Ajax a második helyen végzett, és az első évad pénzügyi sikert is hozott a csapatnak. Az Ajax történetének első pénzügyi vezetői (és egyben játékosai) Hertel és Geissler büszkén jelentették be a szezon végén a nyereséget, nem kevesebb mint 4 guldent és 32 centet. Ez elég volt ahhoz, hogy kifizessék a csapat legelső utazását. 1901. április 8-án az Ajax első idegenbeli mérkőzését Haarlemben játszotta, és ez volt az első alkalom, hogy a játékosok vonattal utaztak mérkőzésre. Az ellenfél a holland válogatott volt. A mérkőzést az Ajax nyerte meg 4:1-re.

### Az első ezüst
Az Ajax hamar ismertté vált hazai szinten. Olyan jól szervezett klub volt, amely egyre több nézőt vonzott. Ebben az időben a csapatnak egy saját, fából készült öltözője volt. Az utazáskor majdnem az egész városon át kellett menniük, mire eljutottak a Buiksloterham polderig. A csapat 1901-ben új helyre, a Laanwegbe költözött át. Laanweg Amszterdam városának másik körzete volt, és ezután is át kellett kelniük az IJ-öblön, ha nem saját pályán játszottak.
Először 1902-ben léptek be a Holland Nemzeti labdarúgó-bajnokság harmadik osztályának nyugati csoportjába. Ezt a bajnokságot a Holland labdarúgó-szövetség (NVB) felügyelte. Mivel a klub vezetői úgy döntöttek, hogy nem hagyják el az AVB bajnokságot sem, ezért egyszerre két ligában játszottak. A feljutáshoz – a harmadikból a második osztályba – elég volt egy szezon. A csapat első érme egy ezüstérem volt, amit az „Arany Kereszt” elvesztett döntőjén szereztek meg. Ez Amszterdam városának a tornája volt, ahol a város nyolc legerősebb csapata küzdhetett. A tornát ebben az időben egyenes kieséses rendszerben rendezték meg, akárcsak a mai modern kupaversenyeket. Az Ajax ezek után még két alkalommal – 1903-ban és 1904-ben – is bejutott a döntőbe, de ezeket is elvesztette. Végül az 1907–1908-as szezonban sikerült először megnyerniük, mikor is a döntőben az AFC csapatát győzték le 5:3 arányban. Az Ajax 1902-ben kapta meg első díját a bajnokságban, mivel nekik volt a legjobb gólkülönbségük, de az első rangos díjnak az „Arany Kereszt” első megnyerésével szerzett aranyérem tekinthető, amit a csapat a története során először nyert meg.

### Az ambíció évei
Az Arany Kereszt megnyerése kicsit felkavarta a klub törekvéseit és a csapat „szabadon szárnyaló” évét. A cél az NVB első osztályába való előrelépés volt. A csapat kezdte népszerűsíteni a hazai találkozóit a városban, annak érdekében, hogy minél több néző látogassa a mérkőzéseiket. 1907 nyarán több oknál fogva elhagyták az akkori pályájukat. El kellett hagyniuk, mivel a város ismét azon a területen akart építkezni ahol a csapat pályája volt. A csapat átköltözött az öböl másik oldalára. Az új telek a Middenwegben (a mai Watergraafsmeer) volt, az újonnan épült keleti elővárosban. Ezek után már könnyebb volt a szurkolóknak eljutni a pályához a város bármely részéről villamossal. Ennek a pályának azonban nem volt lelátója, öltözője, zuhanyzója, viszont jó volt a villamos-összeköttetés Amszterdammal, és több hely volt a pálya mellett. A játékosok egy kávézót használtak öltözőnek.
1908 júliusában egyesült az Ajax és a Holland nevű klub. Önmagában az Ajax nem volt képes feljutni az első osztályba. Hiába lettek bajnokok vagy jutottak tovább, az osztályozós mérkőzéseiket rendre elbukták. Ugyanez volt a helyzet a Hollanddal is, amely háromszor nyerte meg a harmadosztályt, de mindháromszor elbukott az osztályozókon. Az egyesülés után a csapatnév megmaradt, csak kevéssé változtattak rajta. A klub nevébe bevették az „amszterdami” előtagot, így a Football Club Ajax-ból Amsterdamsche Football Club Ajax lett. A névváltoztatásra azért is szükség volt, hogy megkülönböztessék magukat a leideni Ajaxtól. Ennek ellenére ezek után is általában csak „Ajax”-ként emlegették őket. Ahogy a név is maradt a régi, úgy a pálya helyszíne és a klubszínek – piros és fehér – is maradtak. A játékoskeret viszont eléggé megváltozott, mivel a másik klubból is érkeztek kiváló játékosok, mint a Pelsers-testvérek vagy Ton Kooy.
A csapat történetének egyik legfontosabb eseménye 1908. december 26-án jött el, amikor az Ajax először játszott külföldi csapat ellen. A hollandok hazai pályán fogadták a belga Daring Brüsszel klubcsapatot. Ez a klub ma már része a belga RWD Molenbeek csapatának. A mérkőzés hazai sikerrel zárult, az Ajax az első külföldi ellenfelét 3:0-ra győzte le.
1909 májusában megnyerték a második Arany Keresztet is: a döntőben a Blauw Wit csapatát győzték le. Az aranyéremre azonban csak vigaszdíjként tudtak tekinteni, mert az Ajax első számú célja az első osztályba való feljutás volt. A cél elérése érdekében egy újabb fontos döntést hoztak a klub vezetői. A csapatot egy olyan személyre bízták rá, aki már dolgozott az akkori legjobb holland kluboknál (Sparta Rotterdam, HVV, DFC Dordrecht). Ez a személy az ír John Kirwan volt. Azért választották őt, mivel olyan országból jött, ahol a labdarúgás színvonala már jelentősen meghaladta a hollandét. Ez az ország Anglia volt. Így ő lett a csapat legelső edzője, 1910 nyarán.

### Az edző, a stadion és az előrelépés

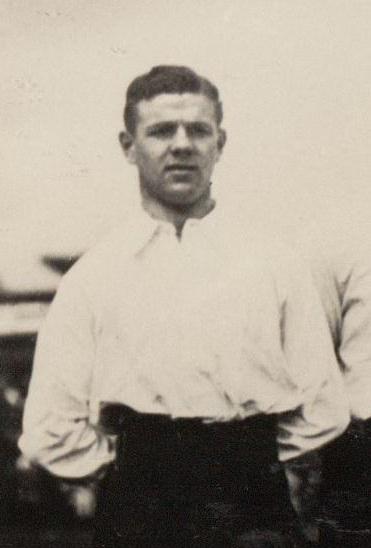
Gé Fortgens, az Ajax első válogatott labdarúgója

1911-re felépítették a csapat új stadionját. Ez a fából készült új stadion a Middenweg 86. szám alatt állt. Befogadóképessége 10 000 fő volt. Nem volt külön neve, akkoriban csak a „Stadion” néven emlegették, s mivel fából készült, ma gyakran csak „fastadionként” utalnak rá. Helyén később egy bevásárlóközpontot építettek. Hosszú idő után végre valóra vált a csapat álma. Volt egy igazi stadionjuk, egy tapasztalt edző irányította a csapatot és feljutottak az első osztályba. Miután 1911-ben megnyerték a másodosztályú bajnokságot, esélyük nyílt a feljebb lépéshez. De előtte még osztályozót kellett játszaniuk a bredai Zesde klub ellen. A mérkőzés végeredménye ugyan csak 0:0 lett, de ez is elég volt a feljutáshoz. 1911. május 21-e lett a legdicsőbb nap az Ajax történetében, amikor a csapat kihasználta a lehetőséget és történetében első alkalommal feljutott az első osztályba. Floris Stempel – a klub első elnöke és egyik alapítója - azonban nem volt részese a diadalnak. Még 1910 januárjában lemondott, mivel elfogadott egy munkát a Karib-térségben. Stempel soha nem jutott el a Karib-tengerhez, mivel hajója elsüllyedt a La Manche csatornánál, ő pedig életét vesztette.
Ebben az évben még egy másik nagy sikere is volt a klubnak: a keret egyik legjobb játékosa, Gerardus „Ge” Fortgens meghívót kapott a holland válogatottba, és emiatt a szezon utolsó bajnoki mérkőzésén nem is léphetett pályára. A válogatottban 1911. március 19-én debütált egy idegenbeli mérkőzésen Belgium ellen. Ezt a mérkőzést 3:1-re nyerték meg a narancsmezesek. Ezzel Fortgens lett az Ajax első játékosa, aki pályára lépett a holland válogatottban, aki ráadásul a következő évben, az 1912-es stockholmi olimpián bronzérmet szerzett a válogatottal.

### Az igazi Ajax-mez

Az Ajax csapata 1911-ben

A csapat első osztályba való feljutásának egyik legfontosabb hatása a csapatmezt érintette. Az Ajaxnak meg kellett változtatnia a mezét, mivel a Sparta Rotterdamnak ugyanolyan színű és csíkozású volt a meze, mint nekik. A Holland labdarúgó-szövetség rendelete alapján az újonnan felkerült klubnak kellett változtatnia a régi felszerelésén, így 1911 nyarán kialakult az Ajax jelenlegi felszerelése. A mez fehér alapszínű lett, és egy széles piros sáv volt középen, amely függőlegesen fut át a mellkason és háton, a nadrág pedig fehér lett. Az Ajax-mez ma már egyike a legelismertebb futballmezeknek a világon.

### Feljutás az első osztályba, majd kiesés
Az Ajax feljutása volt a holland első osztály 1911–1912-es szezonjának egyik említésre méltó dolga. Ez nagy örömöt váltott ki a sportrajongókból, mivel újra játszhatott egy amszterdami csapat a legmagasabb osztályban. A másik pedig a csapat teljesítménye. Az Ajax kisebb meglepetést okozott a szezonban, mert végül a 8. helyet szerezte meg a tízcsapatos bajnokságban. Mivel csak az utolsó helyezett esett ki, ezért az Ajax bennmaradt. A bajnokság befejeződését követően kisebb kirándulást tettek külföldön, az Osztrák–Magyar Monarchiában. Ez a játékosok legtöbbjének nem mindennapi kirándulás volt, mivel a legtöbb játékos még soha nem járt külföldön. 1912. május 23-án indultak el az amszterdami Központi Pályaudvarról. Az Ajax az első külföldi mérkőzése Budapesten volt, az ellenfél pedig a kétszeres nemzeti bajnok, az MTK csapata volt. A magyar együttes azonban túl erősnek bizonyult az amszterdamiak számára, amely könnyedén győzte le az Ajaxot 5:1-re. Ezután Bécsbe utaztak, ahol egy újabb mérkőzés várt rájuk. Ám ez sem sikerült nagyon jól, mert itt is kikaptak a Wiener SC csapatától, 2:0-ra.
A következő szezonban folytatódott az Ajax nehéz időszaka az első osztályban. A legerősebb és legmeghatározóbb csapatok a bajnokság során a Sparta Rotterdam és a DFC Dordrecht voltak, az Ajax csak az utolsó előtti helyen végzett, de ismét megmenekült a kieséstől. A következő szezonban azonban ezt már nem tudták elkerülni: 1914-ben az utolsó helyen végeztek, és kiestek az első osztályból. Az Ajax legboldogabb napja az 1911-es feljutáskor jött el, viszont 1914. május 17-én eljött a legszomorúbb nap is: a csapat történetének első – és eddigi egyetlen – kiesése az első osztályból. Ezt követően újra kellett kezdeni az építkezést a csapatnál, mivel visszakerültek a második osztályba. A kiesés után, 1914. június 18-án létrejött az „Általános képviselők találkozója”, ami a klub első komoly válságához vezetett, és június 20-án a teljes vezetés – Willem Egeman elnök kivételével – lemondott.
A játékosok szerették futballt, a foci többet jelentett számukra, mint maga az élet. 1914 második felében viszont világossá vált, hogy vannak sokkal fontosabb dolgok is az életben, mint a foci. Az osztrák-magyar trónörökös, Ferenc Ferdinánd június 28-án ellátogatott Szarajevóba, és egy szerb nacionalista – Gavrilo Princip – lelőtte. Ez a tragédia indította el az első világháborút. Öldöklés kezdődött Flandria és Észak-Franciaország lövészárkaiban is. A német csapatok rövidesen átlépték a holland határt, és a holland hadsereget is mozgósították. Hollandiának azonban végül sikerült kimaradnia a „nagy háború”-ból.

## Edzők

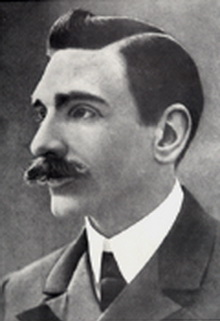
Floris Stempel a csapat egyik megalapítója és az első elnöke

A csapat első edzője az ír Jack Kirwan volt. Ebben az időszakban ő volt az Ajax egyetlen edzője.
| Ssz. | Név         | Mikortól | Meddig |
| 1.   | Jack Kirwan | 1910     | 1915   |

## Elnökök
Ebben az időszakban a csapatnak négy különböző elnöke volt. Közülük Chris Holst két különböző alkalommal is betöltötte ezt a posztot. Időrendben az Ajax elnökei a következők voltak:
| Ssz. | Név            | Mikortól | Meddig |
| 1.   | Floris Stempel | 1900     | 1908   |
| 2.   | Chris Holst    | 1908     | 1910   |
| 3.   | Han Dade       | 1910     | 1912   |
| 4.   | Chris Holst    | 1912     | 1913   |
| 5.   | Willem Egeman  | 1913     | 1925   |